# إعادة التأهيل بعد إصابة النخاع الشوكي
عند علاج شخص يعاني من إصابة النخاع الشوكي، يكون الهدف الأساسي إصلاح الضرر الناتج عن الإصابة. تتحقق نتائج أفضل باستخدام مجموعة متنوعة من العلاجات، لذلك، لا ينبغي أن يقتصر العلاج على طريقة واحدة. بالإضافة إلى ذلك، ترفع زيادة النشاط الحركي من فرص الشفاء.

## التعافي الوجيز
تبدأ عملية إعادة التأهيل بعد إصابة النخاع الشوكي عادةً في مركز الرعاية الوجيزة. يلعب العلاج الوظيفي دورًا هامًا في تدبير إصابات النخاع الشوكي. تؤكد الدراسات الحديثة على أهمية العلاج الوظيفي المبكر، والذي يبدأ فور استقرار المريض. تتضمن هذه العملية تعليم مهارات التأقلم والعلاج الطبيعي (الفيزيائي). عادةً ما يعمل المعالجون الفيزيائيون والمعالجون الوظيفيون والأخصائيون الاجتماعيون وعلماء النفس وغيرهم من المتخصصين في الرعاية الصحية كفريق واحد تحت تنسيق طبيب فيزيائي لاتخاذ قرار بشأن الأهداف بالمشاركة مع المريض ووضع خطة مناسبة لحالة المريض. في الخطوة الأولى، يصب التركيز على الدعم والوقاية. تهدف التدخلات إلى إعطاء الفرد إحساسًا بالسيطرة على الحالة التي يشعر فيها بدرجة ضئيلة من الاستقلال.
عندما يصبح المريض أكثر استقرارًا، قد ينتقل إلى مركز إعادة التأهيل أو يبقى في مكان الرعاية الوجيزة. يبدأ المريض في القيام بدور أكثر فاعلية في إعادة تأهيله في هذه المرحلة ويعمل مع الفريق الطبي لتطوير أهداف وظيفية منطقية.

### التنفس
يركز المعالجون الفيزيائيون والوظيفيون في المرحلة الوجيزة على حالة الجهاز التنفسي للمريض، والوقاية من المضاعفات غير المباشرة (مثل قرحات فراش)، والحفاظ على نطاق الحركة، والحفاظ على نشاط العضلات المتاح.
اعتمادًا على درجة الإصابة العصبية، قد تتأثر العضلات المسؤولة عن اتساع القفص الصدري، الذي يسهل عملية الاستنشاق. إذا كانت درجة الإصابة العصبية تؤثر على بعض عضلات التهوية، سيتم التركيز بشكل أكبر على العضلات الوظيفية السليمة. مثلًا، تتلقى العضلات الوربية تعصيبها من الفقرات الصدرية 1-11، وفي حالة أذية أي منها، يجب التركيز بشكل أكبر على العضلات السليمة التي تتلقى تعصيبها من مستويات أعلى ضمن الجهاز العصبي المركزي. بما أن مرضى إصابات النخاع الشوكي يعانون من انخفاض في السعة الكلية للرئة والحجم المدي، يجب أن يركز المعالجون الفيزيائيون على تعليم مرضى إصابات النخاع الشوكي تقنيات التنفس الاضافية (مثل التنفس اللساني البلعومي وغيره) التي لا يتم تعليمها عادةً للأفراد الاصحاء.

### التحفيز الكهربائي الوظيفي
يمكن أن يساعد المعالجون الفيزيائيون المرضى المشلولين بتقنيات فعالة للسعال، وإزالة الإفرازات، وتوسيع جدار الصدر، واقتراح استخدام أحزمة البطن الداعمة عند الضرورة. قد تعتمد فترة استمرار الشلل على درجة إصابة النخاع الشوكي. يعمل المعالجون الفيزيائيون مع المريض لمنع أي مضاعفات قد تنشأ جراء هذا الشلل. تشمل المضاعفات الأخرى التي تنشأ عن الشلل ضمور العضلات وهشاشة العظام، خاصةً في الأطراف السفلية، ما يزيد من خطر حدوث كسور في عظام الفخذ والساق. رغم أن تحميل الأوزان السلبي على الأطراف السفلية المشلولة بدا غير فعال، أسفر تطبيق الضغط على العظام عبر الانقباضات العضلية التي يحرضها التحفيز الكهربائي الوظيفي عن نتائج إيجابية في بعض الحالات. يبدو أن شدة وتكرار ومدة الضغط على العظام من المحددات الهامة لتحسين مؤشرات وظائف العظام. بشكل عام، يكون إجراء ثلاث جلسات تمرين أسبوعية أو أكثر فعالًا. تشير الدراسات إلى ضرورة استخدام التحفيز الكهربائي الوظيفي لعدة أشهر إلى سنة واحدة أو أكثر.